# Meyer Levin
Meyer Levin (Chicago, 7 ottobre 1905 – Gerusalemme, 9 luglio 1981) è stato uno scrittore, giornalista e sceneggiatore statunitense.

## Biografia
Nato a Chicago nel 1905 è stato uno dei più importanti scrittori ebrei autore di saggi e romanzi maggiormente incentrati sulla Storia del popolo ebraico.
É principalmente ricordato per Compulsion, primo esempio di narrativa non-fiction (che anticipa A sangue freddo di Truman Capote) nel quale ricostruisce dettagliatamente il processo Leopold e Loeb.
Nel saggio The obsession del 1974 descrive la storia della riduzione teatrale del Diario di Anna Frank prima commissionata, ma in seguito rifiutata da Otto Frank.
Muore il 9 luglio 1981 a Gerusalemme, dove era solito trascorrere le vacanze estive, a causa di un infarto.

## Opere

### Romanzi
- The Reporter (1929)
- Frankie and Johnny (1930)
- Yehuda (1931)
- The Golden Mountain: Marvelous Tales of Rabbi Israel Baal Shem and of his Great-Grandson, Rabbi Nachman, Retold from Hebrew, Yiddish and German Sources (1932)
- The New Bridge (1933)
- The Old Bunch (1937)
- Citizens (1940)
- My Father's House (1947)
- Compulsion, 1956
  - Gli ossessi (Compulsion), trad. Renato Prinzhofer, Milano, Mursia, 1959
  - Compulsion, trad. Gianni Pannofino, Premessa di Marcia Clark, Introduzione di Gabriel Levin, Collana Fabula n.321, Milano, Adelphi, 2017, ISBN 978-88-459-3177-2
- Eva (1959)
- The Fanatic (1964)
- The Stronghold (1965)
- Gore and Igor (1968)
- La valle del sole (The Settlers) (1972), Milano, Accademia, 1976
- The Spell of Time (1974)
- The Harvest (1978)
- The Architect (1981)
- Classic Chassidic Tales (1932)

### Biografici
- In Search (1949)
- The Obsession (1974)

### Saggi
- Beginnings in Jewish Philosophy
- The Story of Israel
- An Israel Haggadah for Passover
- The Story of the Synagogue
- The Story of the Jewish Way of Life

## Filmografia parziale
- The illegals (1947) (regia e sceneggiatura)
- Beit Avi (1947) (sceneggiatura)
- Frenesia del delitto regia di Richard Fleischer (1959) (soggetto)
- The Parisienne and the Prudes (1964) (soggetto)